# جيمس د. هاردي جونيور
جيمس د. هاردي جونيور (بالإنجليزية: James D. Hardy, Jr.) هو مؤرخ أمريكي، ولد في 1934.